# Nicolas Trifon
Nicolas Trifon (născut Sorin Cătălin Edmond Nicolas Trifon; n. 29 mai 1949, București, România – d. 18 august 2023, Paris, Métropole du Grand Paris, Franța) a fost un eseist, lingvist, om de cultură, scriitor și editor româno-francez de origine aromână. Nicolas Trifon s-a stabilit în 1977 în Franța, unde și-a susținut teza de doctorat în lingvistică, cu titlul Des blagues : masses parlantes et rhétorique marxiste-léniniste de pouvoir, la Ecole des hautes études en sciences sociales (Paris, EHESS, 1983) în 1983.
Nicolas Trifon este autorul mai multor cărți de non-ficțiune, fiind de asemenea, de-a lungul timpului, un colaborator constant al publicațiilor Change International, Babylone, International Journal of Rumanian Studies, Courrier des Balkans, Armanami.org , precum și al altor publicații pe hârtie și/sau on-line, în care a publicat studii, cronici și articole.

## Biografie
Corespondent în Europa al sǎptǎmânalului mexican Proceso în 1982-1984, animator al emisiunilor despre țările din est la Radio libertaire si la Radio Solidarność, Nicolas Trifon a fost editorul revistei Iztok, revue libertaire sur les pays de l'Est, între 1983 si 1991. Din 1985 lucreaza la Electre Bibliographie-Livres-Hebdo. Actualmente, face parte din comitetul de redacție al revistei Au sud de l'Est si al publicației on line Courrier des Balkans.
Militant libertar în Franța (Coordination/Organisation Combat anarchiste), el a participat activ în anii 1980 la rețelele de solidaritate cu mișcǎrile sociale din țările comuniste si cu victimele represiunii (în URSS, Polonia si Cehoslovacia mai ales dar și în România, el fiind fondatorul Comitetului Paraschiv în Franța).
Din ce în ce mai preocupat de chestiunile naționale și de problemele din Balcani, Nicolas Trifon, membru al Asociației francezilor aromâni, a participat începând din 1993 la activitǎțile diasporei pentru recunoașterea drepturilor culturale ale comunităților aromâne din Grecia, Albania, Republica Macedonia, Bulgaria și România, și la inițiativele privind consolidarea emancipării majorității românofone din fosta republicǎ sovietică Moldova.

## Lucrări

### Cărți
- 1984 - Marx à l'Est, Saint-Denis, 66 p.
- 1993 - La Moldavie ex-soviétique : histoire et enjeux actuels, suivi de Notes sur les Aroumains en Grèce, Macédoine et Albanie, Paris, Editura Acratie, împreună cu Matei Cazacu, 271 p.
- 2005 - Les Aroumains, un peuple qui s'en va, prima ediție, Paris, Editura Acratie, 2005, 469 p.
- 2013 - Les Aroumains, un peuple qui s'en va, a doua ediție, postfață inedită, Paris, Editura Non Lieu, 565 p.
- 2010 - Cincari, narod koji nestaje, traducere în sârbă, traducător Lila Cona, Belgrad, 559 p.
- 2012 - Aromânii : pretutindeni, nicăieri, traducere în română, traducător Adrian Ciubotaru, și Armanjlji : iutsido, iuva, Chișinău, Editura Cartier, 590 p.
- 2010 - La République de Moldavie : un Etat en quête de nation, împreună cu Matei Cazacu, Paris, Editura Non Lieu, 447 p.
- 2014 - Unde e Aromânia? : interventii, dezbateri si cronici, Chișinău, Editura Cartier, 191 p.; Editia a 2a
- 2016 - Unde e Aromânia? : interventii, dezbateri si cronici ; Jurnal de călătorie, editia a IIa adăugită, Chișinău, Editura Cartier, 251 p.
- 2016 - Aromânii în colimatorul Departamentului Politici pentru Relația cu Românii de Pretutindeni: scrisoare deschisă adresată premierului Dacian Cioloș, Chișinău, 77 p., 10 planse
- 2017 - Republica Moldova : un stat în căutarea natiunii, împreună cu Matei Cazacu, traducator Adrian Ciubotaru, Matei Cazacu, Chișinău, Editura Cartier, 413 p.

### Studii, cronici

#### Despre limba de lemn
- « Mutisme et bavardage à l’Est : peuple muet ou masses parlantes ? » in Babylone n° 2–3, Paris, 10/18, 1984, pp. 143–169
- « La novlangue à l’Est », in La quinzaine littéraire, n° 411, Paris, février 1984, pp. 9–10
- « L’institutionnalisation lexicale du politique en Roumanie autour de 1950 » in International Journal of Rumanian Studies, volumul 5 (1987), n° 2, pp. 71–86
- « Le support lexicographique de la déstalinisation en Roumanie » in Mots, les langages du politique, n° 21 (décembre 1989) et 22 (1990), pp. 102–108 și 101–115 [4]

#### Despre «totalitarismul realmente existent»
- « Dissidence et opposition ouvrière au capitalisme d’Etat », în La rue, n° 32, Paris, 1983, pp. 36–52
- « De la résistance à la dissidence : entretien entre Paul Goma et Nicolas Trifon », in Iztok, n° 5 bis (septembre 1982) [5]
- « Introduction au problème tzigane à l'Est : entretien avec Alexandru Danciu-Nicolae Gheorghe », Iztok, n° 5 si 6, Paris, 1982 și 1983, reluat de Courrier des pays de l'Est de la Documentation française, 1984.
- « Le mode de domination soviétique en Europe de l’Est : limites économiques et enjeu social », in Agora, Toulouse, iunie 1983, pp. 11–14
- « Le totalitarisme réellement existant”, in IRL journal d’expressions libertaires, n° 56, Lyon, iulie 1984, pp. 27–31
- « Le syndicalisme : révolutionnaire à l’Est? » in Anarcho-syndicalisme et lutes ouvrières, Lyon, ACL, 1985, pp. 87–99. « Il sindicalismo è revoluzionario nei paesi del socialismo reale? » in Volonta, n° 4 (1985), Milano, 1985, pp. 58–72

#### Despre România postcomunistă
- Dérive et Thermidor communistes en Roumanie : l’exemple syndical : 22 décembre 1989 – 20 mai 1990 / rapport réalisé pour la Confédération générale du travail – Force ouvrière sous convention avec l’Institut de recherches économiques et sociales (IRES), Paris, iunie 1990, 99 p.
- L’après-Ceausescu, ouvriers roumains 90 / dossier realisé sous la dir. de Nicolas Trifon ; Iztok, n° 20, pp. 3–84, Paris, iunie 1991,[6]
- « Paul Goma et Norman Manea : le témoignage littéraire dans l’engrenage de la concurrence mémorielle », Courrier des Balkans, 10 iulie 2008,[7]
- « Les Roumains rattrapés par les Coumans : Neagu Djuvara secoue l’historiographie roumaine », Courrier des Balkans, 29 august 2007,[8]
- « Roumanie, retour sur L’illusion de l’anticommunisme », in Au sud de l'Est, n° 6 (2009),[9]
- « Cioran rattrapé par les siens », in Courrier des Balkans, 17 aprilie 2009.
- « Du capitalisme d'Etat au capitalisme tout court », in Au sud de l'Est, n° 7 (2010)

#### Despre aromâni
- « Ni Bucarest, ni Athènes… », în Zboru a nostru=Unser Wort, n° 41, Freiburg I Br., 1994, pp. 45–50
- « T.J. Winnifrth à la rencontre des Aromains », in Lupta=Le combat, n° 268, Saint-Cloud, iunie 1996
- « Les Aroumains, plus grecs que les Grecs », in Geographie et culture, n° 16, Paris 1995, pp. 105–121 [3]
- « L’odyssée balkanique des Aroumains » in Esprit, n° 288, Paris, 2002, pp. 168–172.
- « Des Aroumains aux Tsintsars », postfață la La toison d’or. 1 Premier registre / Boris Pekic, Agone, Marseille, 2002, 574 p.,[10]
- Réponse à « Qui sont les Aroumains et que recherchent-ils par leur propagande : les Hellènes Valaques et Fara armãneascã » de Ioannou Averof dans le quotidien grec To Vima daté du 9 juillet 2006,[11]
- Traducerea din aromână (împreună cu Mariana Bara) și postfața la Nous, les poètes des petits peuples : poèmes en macédonarman (aroumain) / Noi, poetslji a populiloru njits : poemi tu limba makedonarmâna (armâna)/choix de poèmes et introduction de Kira Iorgoveanu-Mantsu, Charleroi, Belgia, 2007, 335 p.
- « Les Aroumains en Roumanie depuis 1990 : comment se passer d'une (belle-)mère patrie devenue encombrante », in Revue d’études comparatives Est-Ouest, n° 38-4, pp. 173–200, Paris, 2008,[12]
- « Unde este Aromânia ? », in Europa, revistă de știință si artă în tranziție, n° 8, Novisad, 2011,[13]
- « Despre cumani, români neaoși și alți alogeni : răspuns lui Neagu Djuvara », in Observatorul cultural, n° 626, iunie 2012,[14]
- « Balcanii : Patria aromânilor ? », Dilema veche, februarie 2013,[15]

#### Despre Republica Moldova
- « A propos des fascistes, revanchards et autres irrédentistes », Courrier des Balkans, 30 aprilie 2009,[16]
- « Moldavie : désamour et amour avec la Russie », Grande Europe, n° 30, Paris, Documentation française, 2011,[17]
- « L'emprise de Moscou sur la République de Moldavie », Géoéconomie, n° 70 (mai 2014), [18]

#### Despre sud-estul european
- « Polis versus ethnos : nouveaux regards sur la Macédoine antique », Courrier des Balkans, joi 31 mai 2007,[19]
- « Si Alexandre était skopjien... » retour sur le conflit nominal entre la Grèce et la République de Macédoine », Courrier des Balkans, 17 iulie 2007. Cf.
- « Bonjour Kosova », in Courant alternatif, n° 183, Reims, octobre 2008, pp. 19–21
- « Patrimoine des Balkans : Voskopojë en Albanie, un héritage embarrassant ?", Courrier des Balkans », 19 ianuarie 2006.
- « Faire l’Europe à l’heure grecque », Courrier des Balkans, le 25 novembre 2011 [20]
- "Patria aromânilor", Dilema veche, n° 470, 14–20 februarie 2013
- "Trieste : de vorba cu un cicio suta la suta", Dilema veche n° 684, 30 martie – 5 aprilie
- "In memoriam Nicolae-Serban Tanasoca, Trâ Armânami